# أنخيل أوخيدا
أنخيل أوخيدا (بالإسبانية: Ángel Ojeda)‏ هو لاعب كرة قدم بيروفي في مركز الوسط، ولد في 11 أغسطس 1992 في كاياو في بيرو. لعب مع نادي ميلغار أريكيبا.

## وصلات خارجية
- أنخيل أوخيدا على موقع قاعدة بيانات كرة القدم.إي يو (الإنجليزية)
- أنخيل أوخيدا على موقع Soccerway.com (الإنجليزية)